# Rio Rába
O rio Rába (em alemão:  Raab; em húngaro:  Rába; em esloveno:  Raba) é um rio do sudeste da Áustria e oeste da Hungria, sendo afluente do rio Danúbio pela margem direita. O vale por ele formado na Hungria é um sítio Ramsar.
A sua nascente fica na Áustria, a alguns quilómetros a leste de Bruck an der Mur. Flui através dos estados austríacos da Estíria e Burgenlândia, e dos condados húngaros de Vas e Győr-Moson-Sopron. Tem 298,2 km de comprimento, dos quais cerca de 100 km na Áustria Desagua no Danúbio (ramo Mosoni-Duna) no noroeste da Hungria, na cidade de Győr. Cidades ao longo do Rába incluem Gleisdorf, Feldbach (ambas na Áustria) e Szentgotthárd e Körmend (na Hungria). No início do Cenozoico o rio costumava fluir na direção oposta, mas a elevação tectónica inverteu este fluxo.